# NHK木曽ラジオ中継局
NHK木曽ラジオ中継局（エヌエイチケイきそラジオちゅうけいきょく）は、長野県木曽郡木曽町に置かれているNHK長野放送局の中波放送中継局である。

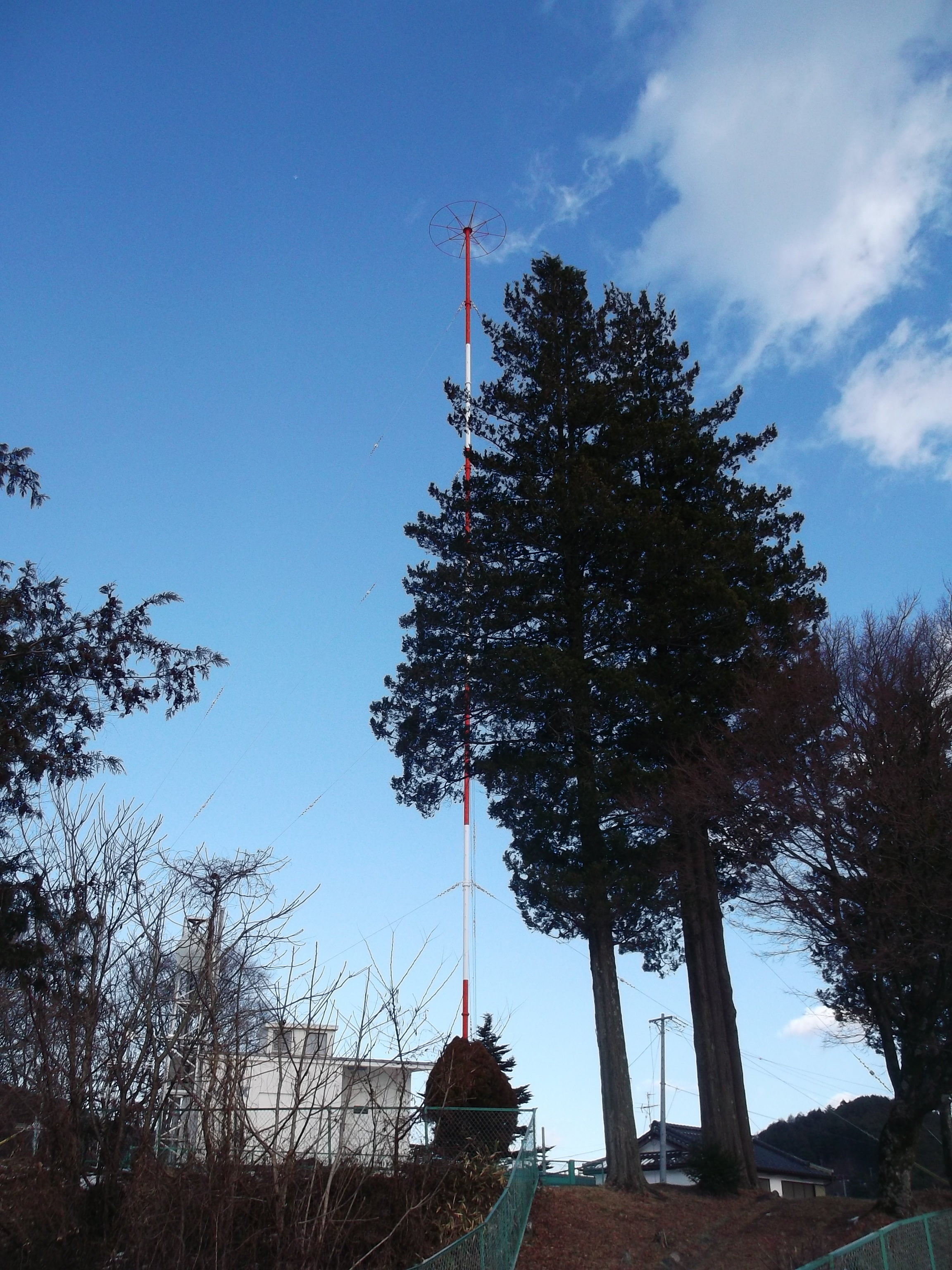

## 概要
- 当中継局は、県東部にあり、木曽地域へ電波を発射している。尚、ここでは、ラジオ中継局に併設されている木曽伊谷テレビ中継局についても併せて記述する。
- なお、民放については、周辺地域の中継局からの電波を受信している。
- FM放送とテレビの中継局については、木曽福島中継局を参照のこと。
- なお、正式な中継局名は、ラジオ中継局で「木曽福島ラジオ中継放送所」、テレビ中継局で「木曽伊谷テレビ中継放送所」であるが、ここでは便宜上「木曽ラジオ中継局」として記述する。

## 中継局概要

### 木曽福島ラジオ中継放送所
| 放送局名         | 周波数（kHz） | 空中線電力 | 放送対象地域 | 放送区域内世帯数 | 開局年月       |
| NHK長野ラジオ第1 | 981           | 1kW        | 長野県       | 約-世帯          | 1955年4月1日   |
| NHK長野ラジオ第2 | 1602          | 100W       | 全国放送     | 約-世帯          | 1958年12月25日 |

- 第1放送のコールサインは、JOSSであったが、1958年（昭和33年）3月に廃止された。
- なお、「JOSS」は、その後東海ラジオ放送神岡放送局に再付与されたが、こちらも廃止された。

### 木曽伊谷テレビ中継放送所
| 放送局名    | チャンネル（ch） | 空中線電力        | ERP               | 放送対象地域 | 放送区域内世帯数 | 開局年月  | 閉局年月日    |
| NHK長野総合 | 34               | 映像1W /音声250mW | 映像11W /音声2.8W | 長野県       | 不明             | 1972年5月 | 2011年7月24日 |
| NHK長野教育 | 36               | 映像1W /音声250mW | 映像12W /音声2.9W | 全国         | 不明             | 1972年5月 | 2011年7月24日 |

- 中継局所在地は、木曽郡木曽町福島字小丸山1832番地。